# Эдмонтон (база Канадских вооружённых сил)
База поддержки 3-й Канадской дивизии «Э́дмонтон» (англ. 3rd Canadian Division Support Base Edmonton) — база Канадских вооружённых сил, расположенная в Эдмонтоне, провинция Альберта.

## История

### Авиабаза (1955—1994)
История базы «Эдмонтон» ведётся от старого аэродрома Блэтчфорд-Филд (названного в честь бывшего мэра Эдмонтона Кенни Блэтчфорда) в нескольких километрах южнее последующего места основания базы «Эдмонтон». Аэродром начал работу после Первой мировой войны и стал важен для открытия и развития Канадского Севера. Во время Второй мировой войны Блэтчфорд-Филд по Учебной авиационной программе Великобритании и Содружества стал тренировочной базой Королевских военно-воздушных сил Канады. Аэродром использовали Начальная школа лётной подготовки № 16 и Школа воздушной рекогносцировки № 2. У ВВС Канады также существовал Начальный техникум № 4, который являлся подготовительной школой, расположенной в Альбертском университете. В 1942 г. была закрыта НШЛП № 16, а в 1944 г. — ШВР № 2. После этого база стала официально известна как база ВВС Канады «Эдмонтон». Там размещались многие эскадрильи и подразделения ВВС Канады, в том числе школа выживания и Зимний экспериментальный институт ВВС Канады. Базу также использовало подразделение бомбардировщиков B-29 ВВС Армии США.

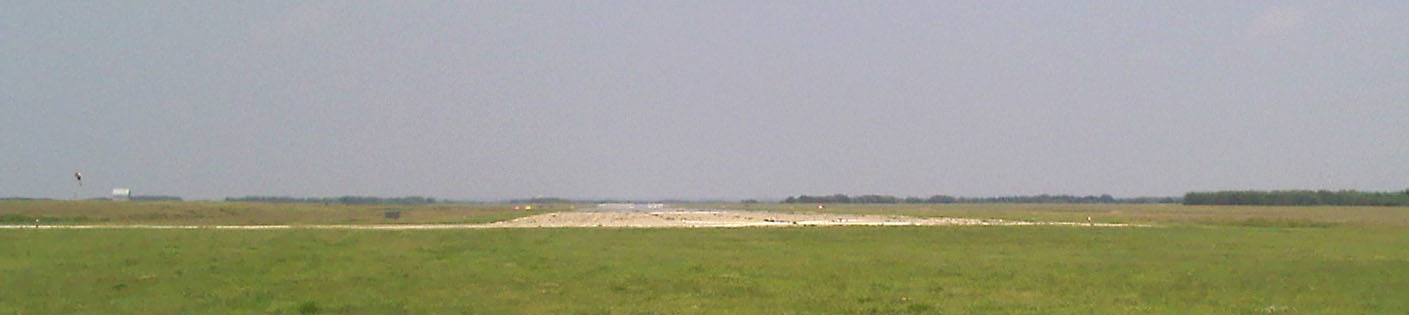
Взлётно-посадочная полоса 03

Во время войны аэродром стал промежуточным пунктом США для обороны Аляски и активно использовался американскими военными. Сюда перегонялись самолёты, транспортные самолёты использовали аэродром для обеспечения строительства Аляскинской трассы. Число воздушных перевозок значительно возросло, и полёты становились всё опаснее. Когда было установлено, что старый аэродром более не может быть расширен из-за близости к городу Эдмонтону, Правительство США построило новый авиационный объект в деревне Намао, примерно в 11 км к северу от города. Инженерные войска США построили на базе две самых длинных в Канаде взлётно-посадочных полосы 03/21 и 12/30 по 2100 м в длину. Американцы использовали аэродром Намао до конца войны, и его владельцем стал Кабинет министров Канады. База ВВС Канады Эдмонтон, находившаяся на старом Блэтчфорд-Филде, сильно ограничивала деятельность гарнизона, и 1 октября 1955 г. все эскадрильи и вспомогательные подразделения ВВС Канады были перемещены на «новую» базу ВВС Канады «Намао». Блэтчфорд-Филд перешёл в собственность городского управления Эдмонтона и стал коммерческим аэропортом.

### Армейская база (1994—н.в.)
В 1994 году 18-е крыло Авиационного командования Канады было расформировано, а база была передана Командованию сухопутных войск.

## База сегодня
На базе поддержки 3-й Канадской дивизии «Эдмонтон» в настоящее время находится штаб 3-й Канадской дивизии, в которую входят армейские формирования в Западной Канаде, включая три бригадные группы основного резерва и 1-ю Канадскую механизированную бригаду регулярных вооружённых сил. База находится в казармах Стила (назван в честь сэра Сэма Стила) за пределами города Эдмонтон. База «Грисбах» в самом городе больше не используется, все здания и земельные участки были проданы и больше не стоят на балансе. База является важной частью общественной жизни города Эдмонтона и окрестностей и является домом для некоторых из наиболее авторитетных и опытных подразделений Канадских вооруженных сил.